# Leben und Lebenswille
Leben und Lebenswille ist das sechste Studioalbum der deutschen Pagan-Metal-Band Bergthron. Es wurde am 10. Februar 2007 über das Label Perverted Taste veröffentlicht.

## Hintergrund
Das Album erschien als aufwendig gestaltetes 3-CD-Digipak, obwohl die Gesamtlaufzeit von 74 Minuten problemlos auf eine einzelne CD gepasst hätte. Die Band entschied sich bewusst für dieses Format, um die thematische Trennung der Texte hervorzuheben: Jede CD widmet sich einem spezifischen Element – CD 1 dem Wasser, CD 2 der Erde und CD 3 dem Himmel. Dieses Konzept unterstreicht den Anspruch der Band, Musik, Texte und visuelle Gestaltung als einheitliches Gesamtkunstwerk zu präsentieren.

## Titelliste

### CD 1
1. Tagesraunen – 4:14
2. Die Harpunen jagen wieder – 4:45
3. Im Walhornbann – 5:52
4. Unter schroffen Segeln – 9:50

### CD 2
1. Arktische Hysterie – 5:22
2. Feuer und Tundra – 4:56
3. Eistrollzorn – 6:07
4. Geistesreise – 4:36
5. Tausend Berge, tausend Flüsse – 5:31

### CD 3
1. Unter dem Bogen des Nordlichtes – 8:02
2. Rot – 3:25
3. In des Freudentaumels’ Griff – 11:30

## Mitwirkende
- Fürst der Finsternis – Gitarre, zusätzlicher Gesang
- Mondfürst – Lead-Gesang
- Schattenfürst – Gitarre
- Nachtmare – Bass, zusätzlicher Gesang
- Sven "Leo" Leonhardt – Schlagzeug, Keyboards, Produktion

Gastmusikerinnen:
- Lilli – Gesang
- Ätreja – Gesang

## Produktion
Das Album wurde in Klingenthal aufgenommen und von Sven Leonhardt produziert.